# Donald Goines
Pour les articles homonymes, voir Goines.
Œuvres principales
- L'accro
- Enfant de putain
- Justice blanche, misère noire

Donald Goines, né le 15 décembre 1936 et décédé le 21 octobre 1974 à Détroit dans le Michigan est un écrivain afro-américain auteur de romans policiers.

## Biographie
David Goines est né à Détroit dans le Michigan dans une famille de la classe moyenne noire-américaine. Après de brèves études, il s'engage dans l'armée américaine en 1952. Alors âgé de dix-sept ans, il ment sur son âge pour s'enrôler. Il est stationné en Corée et au Japon et devient dépendant à l'héroïne, addiction qui ne le quittera plus de sa vie.
Démobilisé en 1955, il se tourne vers le crime pour subvenir à sa dépendance à la drogue. En plus de participations à des vols à main armée, il fait de la contrebande, participe à des loteries clandestines et devient proxénète. Il passe plusieurs années de sa vie en prison et découvre l'écriture. Entre 1971 et 1975, il écrit seize romans sous le nom de Donald Goines et le pseudonyme d'Al C. Clark. Ces écrits se situent dans la branche noir du roman policier et peuvent être qualifiés de fiction urbaine (urban fiction (en)).
Il décède à 37 ans, abattu avec sa femme sur un parking de discothèque le 21 octobre 1974 à Détroit dans des circonstances qui restent encore un mystère. Certaines personnes pensent qu'ils ont été tués dans un échange de drogue qui a mal tourné.

## Autour de l'œuvre

### L'accro(1971)
L'accro narre la descente aux enfers d'une fille d'une famille de la classe moyenne noire-américaine qui se retrouve dépendante à l'héroïne. Terry, l'héroïne principale, est entourée dans ce livre d'une galerie de personnages hauts en couleur : un dealer zoophile qui donne gratuitement de la drogue pour rendre accro ses futur(e)s client(e)s, une prostituée enceinte, et un groupe de toxicomanes tous accros à l'héroïne et prêt à n'importe quoi pour se procurer leur drogue.

### Enfant de putain(1972)
Dans son livre Enfant de putain Donald Goines raconte la vie d'un jeune souteneur commencée dès l'âge de 15 ans. Contrairement à Iceberg Slim, dont la relation avec ses prostitués était très violente, Putasson, le héros de ce roman a une relation respectueuse et charmeuse avec ses prostituées (la propre mère du héros était elle-même une prostituée). Dans ce roman, il raconte comment Putasson se fait battre par sa mère avec un cintre en fer qui a été torsadé pour lui donner plus de consistance. Iceberg Slim utilisait le même supplice pour battre ses prostituées.

### Justice blanche, misère noire(1973)
Le roman raconte le quotidien d'une prison d'un comté américain à travers le récit d'une tranche de la vie de Chester Hines, un personnage noir-américain arrêté pour port d'arme illégal, lequel se rappelle, à travers les cauchemars qui le prennent lors des nuits passées dans sa cellule, du meurtre de sa femme pour lequel il n'a jamais été condamné. L'auteur aborde à travers cette histoire des thématiques propres à la prison, telle que l'homosexualité, le viol, la survie alimentaire, les comportements hiérarchiques. Contrairement à la vie à l'extérieur de la prison, au sein de celle-ci les Noirs ont le pouvoir sur les Blancs. L'auteur rappellera dans ce livre à plusieurs reprises qu'un accusé blanc a beaucoup plus de chance de faire moins d'années de prison qu'un Noir, quel que soit le délit, et y compris pour des délits moindres que ceux commis par des Noirs. C'est certainement ce constat récurrent dans ce roman qui lui donnera son titre : Justice blanche, misère noire.
Une citation emblématique de la tonalité du livre : « Ils hésitèrent tous les deux à l'entrée de la salle à manger. Il y avait deux files, toutes les deux très longues. Dans l'une se trouvaient tous les Blancs, et dans l'autre, tous les Noirs. Sans raison évidente, les deux groupes se séparaient ainsi devant le réfectoire. Personne ne leur avait demandé de se ranger par couleur, mais les détenus le faisaient de leur propre initiative. Par accord tacite entre Blancs et Noirs, les Blancs mangeaient de leur côté, les Noirs du leur. Ici ou là, on voyait un visage noir dans une file de Blancs et l'inverse dans l'autre groupe, mais il s'agissait la plupart du temps d'homosexuels qui allaient prendre leur repas avec leur homme. Il arrivait aussi qu'il s'agisse d'amis : des gens qui travaillaient au même endroit rentraient ensemble et décidaient de manger ensemble, mais c'était rare. En général, les Noirs et les Blancs, même amis, se séparaient pour faire la queue au réfectoire. Se mettre dans la mauvaise file attirait trop l'attention. Les surveillants risquaient de se méprendre et de croire que ceux qui n'étaient pas avec des gens de leur couleur étaient homosexuels. Pour éviter d'être l'objet de tels soupçons, les gens se séparaient sans tarder quand ils arrivaient en vue du réfectoire. »

## Œuvre

### Sous le nom de Donald Goines
- Dopefiend (1971) Publié en français sous le titre L'Accro, Paris,  Gallimard, La Noire, 1994, réédition Paris, Gallimard, Folio policier,no 356, 2004.
- Whoreson, (1972) Publié en français sous le titre Enfant de putain, Paris, Gallimard, La Noire, 1994.
- Black Gangster (1972)
- Street Players (1973) Publié en français sous le titre Street Players, Paris, Gallimard, Série noire, no 2675,  2003.
- White Man's Justice, Black Man's Grief (1973) Publié en français sous le titre Justice blanche, misère noire, Paris, Gallimard, Série noire, no 2630, 2001.
- Black Girl Lost (1974)
- Eldorado Red (1974)
- Swamp Man (1974)
- Cry Revenge (1974)
- Never Die Alone (1974) Publié en français sous le titre Ne mourez jamais seul !, Paris,  Gallimard, La Noire, 1993, réédition Paris, Gallimard, Folio policier,no 32, 1998.
- Daddy Cool (1974) Publié en français sous le titre Daddy Cool, Paris,  Gallimard, Série noire, no 2542, 1999.
- Inner City Hoodlum (1975)

## Sous le pseudonyme de Al C. Clark
(En France, ces romans ont été publiés sous le nom de Donald Goines)

### Série Kenyatta
- Crime Partners (1974) Publié en français sous le titre Truands and Co, Paris, Gallimard, Série noire, no 2336, 1994.
- Death List (1974) Publié en français sous le titre Vendeurs de mort, Paris, Gallimard, Série noire, no 2362, 1994.
- Kenyatta's Escape (1974) Publié en français sous le titre La Cavale de Kenyatta, Paris, Gallimard, Série noire, no 2427, 1996.
- Kenyatta's Last Hit (1975) Publié en français sous le titre Le Dernier coup de Kenyatta, Paris, Gallimard, Série noire, no 2743, 2005.

## Adaptations

### Au cinéma
- 2003 : Crime Partners, film américain réalisé par J. Jesses Smith, d'après le roman éponyme, avec Tyrin Turner, Snoop Dogg et Clifton Powell.
- 2004 : Never Die Alone, film américain réalisé par Ernest R. Dickerson, d'après le roman éponyme, avec DMX, Michael Ealy et Drew Sidora.